# Отт фон Баторкец, Петер Карл
Петер Карл Отт фон Баторкец (нем. Peter Karl Ott von Bátorkéz; 1738, Эстергом — 10 мая 1809, Будапешт) — барон, австрийский военачальник.

## Биография
Родился в Эстергоме (Венгрия) в 1738 году. Образование получил в Венской инженерной академии, в военную службу вступил в 1756 году, принимал участие в Семилетней войне и войне за Баварское наследство.
В русско-турецкую войну, Отт, в чине полковника, в 1788—1790 годах был прикомандирован к русским войскам и сражался в 1789 году при Рымнике, а в 1790 году — при взятии Калафата, за Калафат он был награждён военным орденом Марии Терезии.
1 января 1794 года Отт был произведён в генерал-майоры и в кампанию 1795 года сражался при Фризенгейме, Лингенфельдте, Кайзерслаутерне и Вейгере. В 1796 году Отт сопровождал Вурмзера в Италию и, командуя авангардом колонны генерала Кваждановича, отличился в ряде дел, особенно при Говардо.
Произведённый в фельдмаршал-лейтенанты в 1797 году, Отт принял участие в 1799 году в итальянском походе Суворова; сражался при Брешии, Кассано и Треббии, в битве при Нови его вклад оказал решающее влияние на ход сражения.
В 1800 году на Отта с 40-тысячным корпусом была возложена осада Генуи, окончившаяся капитуляцией Массены. При движении на соединение с Меласом Отт при Кастеджио потерпел серьёзное поражение. Энергичные действия Отта при Маренго не спасли австрийскую армию от дальнейших поражений.
В 1801 году Отт был назначен шефом 5-го гусарского полка австрийской армии, однако из-за болезни был вынужден оставить армию и удалился на жительство в Будапешт. Там он и умер 10 мая 1809 года.